# Tây Bán cầu

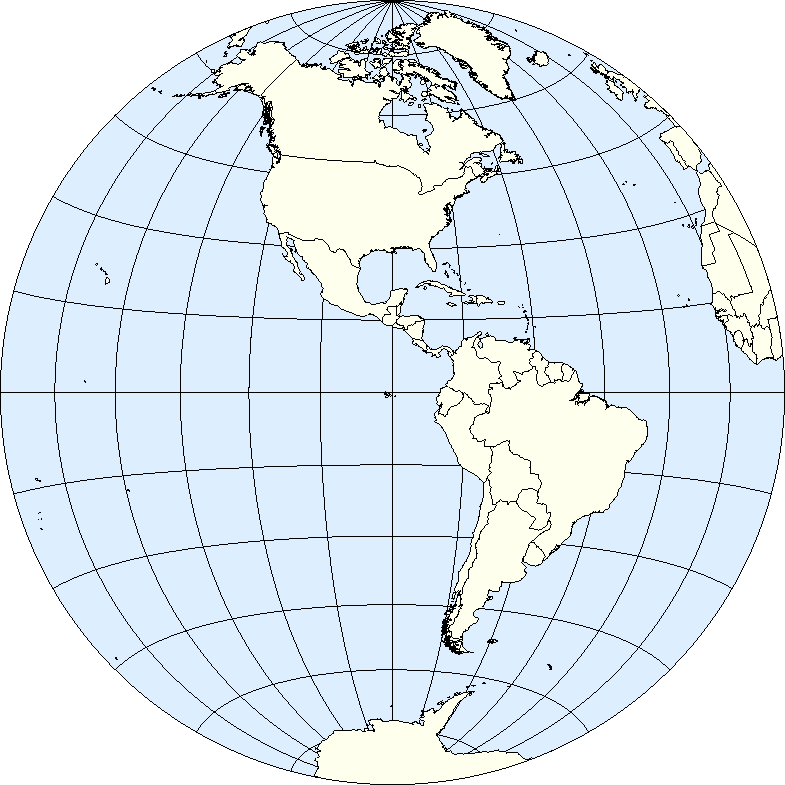
Bản đồ Tây Bán cầu

Tây Bán cầu là một nửa bề mặt của Trái Đất nằm ở phía Tây kinh tuyến gốc. Trong ngữ cảnh địa chính trị, thuật ngữ này được dùng để chỉ châu Mỹ mặc dù về mặt địa lý thì một số khu vực của các châu lục khác cũng nằm trên bán cầu này. Thuật ngữ này cũng được dùng trong ngữ cảnh dân số học để chỉ những người (và nhà nước hay chính quyền) sống hay tồn tại trong khu vực này. Sự khác biệt cơ bản giữa ý nghĩa địa lý và địa chính trị là sự loại bỏ các phần của châu Phi, châu Âu, châu Đại Dương và châu Nam Cực (cũng như mỏm phía đông của châu Á) khi nói đến nó theo nghĩa sau.
Từ bán cầu là một thuật ngữ hình học có nghĩa văn chương là "nửa quả cầu" và trong địa lý thì thuật ngữ được sử dụng khi phân chia Trái Đất thành hai nửa. Đường phân chia rõ ràng nhất là đường xích đạo, tạo ra Bắc Bán cầu và Nam Bán cầu. Các bán cầu này dựa trên các điểm tham chiếu rõ ràng là Bắc cực và Nam cực, được định nghĩa theo trục tự quay của Trái Đất và theo đó người ta định nghĩa đường xích đạo. Bất kỳ định nghĩa nào của Đông Bán cầu hay Tây Bán cầu đòi hỏi việc chọn lựa kinh tuyến một cách tùy hứng (cộng với kinh tuyến tương ứng ở đầu kia của Trái Đất). Thông thường kinh tuyến gốc được sử dụng, nó chạy qua Greenwich, London để xác định đường đổi ngày quốc tế ở đầu kia của Trái Đất ở đường có kinh độ 180°. Người nào đó có thể cho rằng sự lựa chọn này có tính thiên vị mang đặc trưng châu Âu rõ nét, điều này dẫn tới là thuật ngữ địa chính trị phổ biến của 'châu Mỹ' là có tính chất tương tự như thế.
Thuật ngữ Đông Bán cầu nói chung không phải là phổ biến trong ý nghĩa địa chính trị như từ này.